# 국립특수교육원
국립특수교육원(國立特殊敎育院, National Institute of Special Education, 약칭: NISE)은 대한민국 교육부의 소속기관이다. 특수교육을 발전시키고, 장애인의 삶의 질 향상을 지원하기 위한 특수교육 연구, 관련 정책 개발, 교육과정 및 교과서 개발, 담당 교원의 연수, 특수교육 정보화 사업 등을 수행하고자 1994년 7월 20일 발족하였으며, 충청남도 아산시 배방읍 공원로 40에 위치하고 있다. 원장은 장학관으로 보한다.

## 설치 근거 및 소관 업무

### 설치 근거
- 「교육부와 그 소속기관 직제」 제2조제1항[3]

### 소관 업무
- 특수교육에 관한 실험·연구
- 학습자료의 개발·보급
- 특수교육담당 교원 등의 연수에 관한 사무
- 장애인 평생교육 진흥에 관한 사무

## 연혁
- 1994년 5월 16일: 교육부 소속으로 국립특수교육원 설립.[4]
- 2001년 1월 29일: 교육인적자원부 소속으로 변경.[5]
- 2008년 2월 29일: 교육과학기술부 소속으로 변경.[6]
- 2010년 11월 1일: 청사 이전.
- 2013년 3월 23일: 교육부 소속으로 변경.[7]
- 2018년 5월 28일: 국가장애인평생교육진흥센터 개소.

## 조직

### 원장
- 총무과[8]
- 기획연구과[9]
- 교육연수과[9]
- 디지털교육지원과[9]
- 장애인평생교육과[9][10]